# Château Saint-Georges (Mantoue)
Pour les articles homonymes, voir Château de Saint-Georges et Castello San Giorgio.
Le château Saint-Georges (Castel San Giorgio en italien) est la partie ancienne fortifiée de ce qui constitue le palazzo Ducale de Mantoue.

## Histoire
Le bâtiment strictement d'usage militaire, où la famille Gonzague affiche sa tradition guerrière et aristocratique,  fut construit par Bartolino de Novare pour  François Ier Gonzague à partir de 1395 pour se terminer en 1406. C'est alors une forteresse militaire qui relie la zone urbaine de Mantoue avec le contado qui se développait au-delà du pont San Giorgio. Son aspect défensif à l'extérieur contraste avec sa façade ouverte sur la principale place de la ville. Bartolino de Novare, expert en architecture fortifiée, avait précédemment construit le château de Ferrare pour la famille d'Este et s'en inspira pour le plan d'ensemble du château Saint-Georges.
Le château comprenait une salle d'armes et des cellules d'emprisonnement (où furent enfermés des prisonniers dit martyrs de Belfiore en 1852) et même un escalier en spirale accessible aux chevaux.
Le bâtiment changea de destination et devint une demeure princière grâce à des transformations demandées par Louis III de Mantoue et effectuées par l'architecte florentin Antonio de Manetto Ciaccheri, puis, à partir de 1451, par Luca Fancelli . Sont ainsi construits le Grand Appartement d'Isabelle d'Este, des salles de réceptions (des Soleils, des Coquillages, de la Frise, des Signatures…) et des cabinets particuliers (des Sybilles, des Armoires, des Quatre Saisons…). Andrea Mantegna construisit la chapelle ducale en 1459 et une bibliothèque fut installée en 1461. 
La grande place San Pietro, devant le château, a été réalisée à la demande de Ludovico Gonzaga qui y projette son idéal d'ordre urbain, la place assumant la centralité urbaine tout en demeurant subordonnée à la résidence princière. 
Pendant le concile de 1459-1460, Louis II transfère sa cour de la civitas novas au château, situé dans la civitas vetus.

## Architecture
En faisant intervenir des architectes florentins comme Luca Fancelli et Antonio de Manetto Ciaccheri, Louis II de Mantoue marquait son désir d'atténuer stylistiquement l'agressivité de l'architecture de la forteresse d'origine. Ainsi les tours d'angle perdent toute fonction défensive pour ne conserver qu'une puissance symbolique.
À plan carré équipé de tours angulaires également carrées, le château est entouré d'un fossé, et comporte trois entrées barrées de pont-levis. L'extérieur était autrefois décoré comme le prouvent quelques emblèmes et motifs héraldiques peints qui subsistent.
Des portiques dessinés par Andrea Mantegna ont été ajoutés ensuite autour de la cour sur le modèle de ceux du palais des Gonzaga à Revere.

### Le Grand Appartement d'Isabelle d'Este
Il comprend, placé au terrapiano, près de la cour d'honneur, 
- la Salle de Leonbruno
- la Salle de la Grotte
- le Studiolo d'Isabelle d'Este (déplacé ensuite, en 1523, dans les appartements de la Corte Vecchia).

Isabelle d'Este aménagea deux petites pièces de cette suite d'appartements pour un usage tout à fait personnel. L'une servit de studiolo (sans doute dès 1490). Isabelle d'Este y recevait ses hôtes parmi les allégories peintes par Andrea Mantegna, le Pérugin, le Corrège et Lorenzo Costa. L'autre petite pièce, la grotta (mentionnée pour la première fois en 1498), imitait une grotte souterraine.
À partir de 1520, après la mort de son époux, son fils s'étant installé dans les appartements qu'elle avait occupé avec celui-ci une fois devenu lui-même marquis, Isabelle emménagea au rez-de-chaussée de la Corte Vecchia dans un vaste appartement disposant d'un petit jardin privé où elle put installer ses statues antiques. Cette situation lui évitait aussi de devoir monter de longs escaliers. Elle y fit transporter le montant de porte exécuté par Gian Cristoforo Romano et les marqueteries de bois représentant des instruments de musique et des vues des frères Mola. Sebastiano réalisa les plafonds de la "grotta" et du cabinet de travail; les fresques de la Camera della Schalcheria furent peintes par Lorenzo Leonbruno qui s'inspira des œuvres qu'il venait de découvrir à Rome. Il y reproduisit l'oculus peint par Mantegna dans la Chambre des Époux. Dans la Chambre dite impériale, un sculpteur non identifié fit une frise moderne en stuc représentant des légionnaires.

### La Chambre des Époux

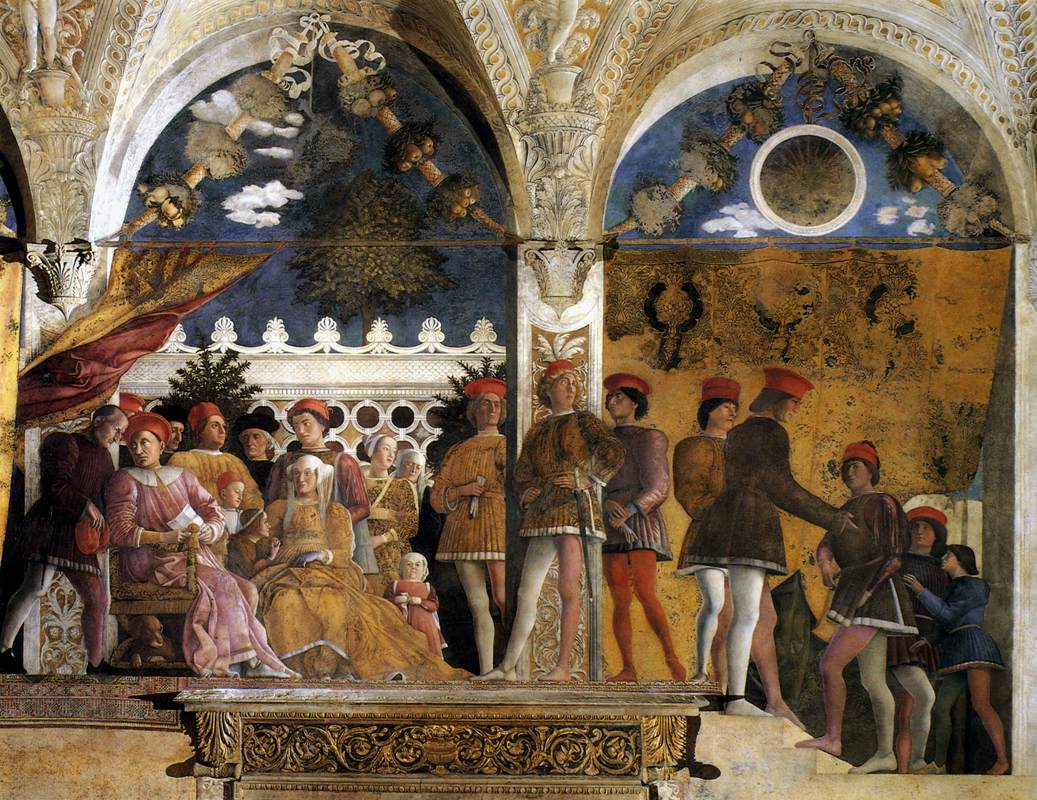
La famille Gonzague sur une des parois de La Chambre des Époux

La Camera Picta (dite aujourd'hui La Chambre des Époux), est une salle entièrement couverte, parois et plafond (avec un faux oculus en trompe-l'œil), de fresques réalisées par Andrea Mantegna, située au piano nobile dans  une pièce voûtée du donjon nord-est du château. Cette pièce réservée aux réceptions pour les invités de marque et abritait aussi les archives secrètes du couple princier. Les fresques avaient pour but d'exprimer la puissance du couple dirigeant Gonzague à ses invités de marque. 
Mantegna les a réalisées en neuf années entre 1465 et 1475 (dates inscrites sur les parois).

### La Chapelle
Les plans en ont été confiés à Andrea Mantegna en 1459 par Ludovico Gonzagua. C'est la première grande commande confiée à Mantegna par le marquis qui fut achevée dans la première moitié des années 1460. Elle comportait Initialement des décorations dont un tableau en tempera et or sur bois (aujourd'hui de 54 × 42 cm) commandé à Mantegna à la fin des années 1450, dont le sujet est La Mort de la Vierge, et trois autres tableaux pour le même emplacement :  L'Adoration des mages, l'Ascension et la  Circoncision .
La chapelle refaite au XVIe siècle, toutes ces peintures ont été déplacées et quittèrent la ville, pour Ferrare où elles figurent dans un inventaire  de 1588.

### Lasala dei Principi
Pisanello, dernier représentant du gothique international en Italie, y peint vers 1447-1448 des fresques dont il ne reste que la sinopia, le dessin préparatoire. Inspirées de la légende arthurienne, elles représentent le tournoi engagé au château de la Marchée, le banquet er l'accomplissement des vœux prononcés en l'honneur du roi par les douze chevaliers présents, sous la forme de joutes et de batailles.

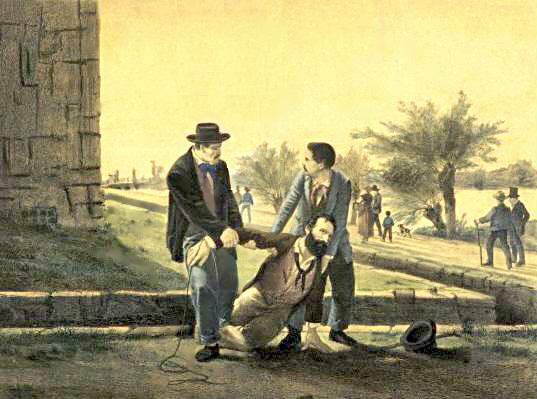
Évasion de Felice Orsini par Paolo Calvi